# Prince Flower City
 (août 2021).
Si vous disposez d'ouvrages ou d'articles de référence ou si vous connaissez des sites web de qualité traitant du thème abordé ici, merci de compléter l'article en donnant les références utiles à sa vérifiabilité et en les liant à la section « Notes et références ».
Prince Flower City  est un ensemble de gratte-ciel résidentiel construit à Macao dans l'arrondissement de Taipa en Chine en 2008.
Il est composé de trois immeubles ;
- Lai San Kok, 156 m, 52 étages

- Lai Leong Kok, 133 m, 43 étages

- Lai Choi Kok, 133 m, 43 étages

Le promoteur ('developper') est la société Wengen Construction Development Co., Ltd.